# Вторая лига России по футболу 2023/2024
В сезоне 2023/2024 Вторая лига в ходе реформы была разделена на два дивизиона. Старший дивизион («А»), состоящий из 20 команд, сохранил систему «осень-весна», также, как и сезон Первой лиги. Младший дивизион («Б») — в четырёх территориальных группах стал проводиться по системе «весна-осень». Четыре команды, которые выигрывают свои группы в дивизионе в переходном турнире осенью 2023 года, получают право на переход в дивизион «А» и, в случае соответствия лицензионным требованиям, игру в нём в 2024 году (второй этап сезона 2023/24 и первый этап сезона 2024/25).
В 2023—2024 годах проводятся соревнования:
- В дивизионе «А» — один розыгрыш — 2023/24;
- В дивизионе «Б» — два розыгрыша — 2023 и 2024.